# Moviment de Reforma Islàmica d'Eritrea
El Moviment de Reforma Islàmica d'Eritrea/Eritrean Islamic Reform Movement (EIRM) és un grup d'oposició armat d'Eritrea creat amb suport del Sudan. La seva ala militar fou el Front de Reforma Islàmica d'Eritrea/Eritrean Islamic Reform Front (EIRF).
Apareix com una facció islamista del Front d'Alliberament d'Eritrea el 1975, però no es va constituir formalment fins al 1980 amb el nom de Moviment de la Gihad Islàmica d'Eritrea (Eritrean Islamic Jihad Movement, EIJM). Paral·lelament sorgien (ja abans de la independència) altres grups islamistes salafistes: Jabhat Tahrir al-Iritriyya al-Islamiyya al-Wataniyya (National Eritrean Islamic Liberation Front), the Munzamat al-Ruwwad al-Muslimin al-Iritria (Organization of Eritrean Pioneer Muslims), al-Intifada al-Islamiyya (Islamic Awakening) i alguns altres menors, quasi tots basats al Sudan. El 1988 les organitzacions esmentades es van unificar en el Eritrean Islamic Jihad Movement. S'informa que per aliança o unió va incloure al Munezemet Arrewad al-Muslimin al-Iritri (Eritrean Pioneer Muslim Organization), al Jebhat Tahrir al-Iritri al-Islamiya Wataniya (Eritrean National Islamic Liberation Front), al Lejnet al Difae al-Islami (Islamic Defense Committee), al Harakat al-Mustedafeen al-Iritri (Movement of Oppressed Eritreans), i a la Intifada Islamiya (Islamic Uprising) si bé les dates són confoses. Després de la independència el 1993 va quedar com a principal grup opositor musulmà del país, reclamant l'establiment d'un califat islàmic.
La unitat no fou duradora; el 1993 el Shaykh Abu Suhail (conegut també com a Muhammad Ahmad) que havia lluitat a l'Afganistan i dirigia la Abu Suhail Organization, va orientar el moviment cap a un salafisme radical (i fou vinculat a al-Qaeda). Els moderats partidaris del diàleg i la reconciliació dirigits per Khalil Mohammed Amer, van formar el Moviment de Reforma Islàmica d'Eritrea. Encara va sorgir un altre grup: el Moviment Islàmic de Salvació d'Eritrea/Eritrean Islamic Salvation Movement, després rebatejat Partit Islàmic per la Justícia i el Desenvolupament/Eritrean Islamic Party for Justice and Development que va participar en l'Aliança Nacional Eritrea (2002-2006). Va actuar llavors en aliança amb el Front d'Alliberament d'Eritrea, facció d'Abdullah Idris (protegit de Khartum) amb el que va operar durant set anys (1999-2006) però amb un baix nivell d'activitat militar, ja que els sudanesos preferien abocar el suport en els Beni Amar, una tribu a cavall de la frontera considerada part dels beges i que el govern utilitzava per debilitat al Congrés dels Beges. L'EIRM deia tenir més de dos mil soldats; la seva oficina central era a Khartum, però a Eritrea mateix tenia poc suport.
Quan el govern de Sudan va signar el Eastern Sudan Peace Agreement (ESPA) amb el Front Oriental (unió del Congrés dels Beges i dels Lleons Lliures Rashaida) el 14 d'octubre de 2006, es va acordar la dissolució de l'EIRF/EIRM (i la facció d'Abdullah Idris del Front d'Alliberament d'Eritrea) però hi va haver resistència a aquesta orde; el govern sudanès va traspassar el suport a Woldeyesus Ammar del Front d'Alliberament d'Eritrea-Consell Revolucionari. El Moviment de Reforma Islàmica d'Eritrea va ingressar a l'Aliança Democràtica Eritrea (2006) com Harakat al-Islah al-Islamiyya al-Iritri (Moviment de Reforma Islàmica d'Eritrea). El 2008 ja no s'esmenta entre les organitzacions membres de l'Aliança Democràtica Eritrea però encara existeix.